# Monts de la Madeleine
Monts de la Madeleine este o arie protejată (sit de importanță comunitară — SCI) din Franța întinsă pe o suprafață de 266 ha, integral pe uscat.

## Localizare
Centrul sitului Monts de la Madeleine este situat la coordonatele 46°00′32″N 3°48′02″E / 46.00889°N 3.80056°E.

## Înființare
Situl Monts de la Madeleine a fost declarat arie specială de conservare în baza directivei 92/43 din 1992 referitoare la conservarea habitatelor naturale și a faunei și florei sălbatice pentru a proteja 1 specie de plante și 4 specii de animale.

## Biodiversitate
Situată în ecoregiunea continentală, aria protejată conține 11 habitate naturale: Pajiști uscate europene, Liziere de ierburi înalte hidrofile de câmpie și de nivel montan până la alpin, Turbării active, Depresiuni pe substraturi de turbă de Rhynchosporion, Păduri de fag acidofile atlantice, cu subarboret de Ilex și, uneori, de asemenea, Taxus, la nivelul arbuștilor (Quercion robori-petraeae sau Ilici-Fagenion), Mlaștini împădurite, Pajiști cu Molinia pe soluri calcaroase, turboase sau argilos-nămoloase (Molinion caeruleae), Mlaștini oligotrofe degradate, capabile încă de regenerare naturală, Păduri acidofile de Picea de la nivel montan la nivel alpin (Vaccinio-Piceetea), Mlaștini turboase de tranziție și turbării mișcătoare, Ape oligotrofe din câmpii nisipoase, cu un conținut foarte redus de minerale (Littorelletalia uniflorae).
La baza desemnării sitului se află mai multe specii protejate:
- plante (1): Buxbaumia viridis
- mamifere (1): vidră de râu (Lutra lutra)
- nevertebrate (3): Coenagrion mercuriale, fluturele auriu (Euphydryas aurinia), Lycaena helle

Pe lângă speciile protejate, pe teritoriul sitului au mai fost identificate 11 specii de plante, 1 specie de amfibieni, 4 specii de mamifere, 1 specie de nevertebrate, 1 specie de reptile.